# Pandanus humbertii
Pandanus humbertii är en enhjärtbladig växtart som beskrevs av Laivao, Callm. och Buerki. Pandanus humbertii ingår i släktet Pandanus och familjen Pandanaceae. Inga underarter finns listade.